# Германия на «Евровидении-1960»
Германия принимала участие в Евровидении 1960, проходившем в Лондоне, Великобритания. На конкурсе её представлял Вин Хоп с песней «Bonne nuit, ma chérie!», выступавшие под номером 11. В этом году страна заняла четвёртое место, получив 11 баллов. Комментатором конкурса от Германии был Вольф Миттлер.

## Национальный отбор
Национальный отбор прошёл в Висбадене. Песня была выбрана жюри, в котором состояло 15 музыкальных экспертов и 45 приглашённых членов жюри.
| Номер | Артист                    | Песня                                 | Место |
| ----- | ------------------------- | ------------------------------------- | ----- |
| 1     | Анжеле Дюран и Рекс Гилдо | «Abitur der Liebe»                    | —     |
| 2     | Герхард Вендланд          | «Alle Wunder dieser Welt»             | 3-е   |
| 3     | Гита Линд                 | «Auf der Straße der Träume»           | —     |
| 4     | Вин Хоп                   | «Bonne nuit ma chérie»                | 1-е   |
| 5     | Герд Штрёль               | «Das Herz einer Frau»                 | —     |
| 6     | Райнер Бертрам            | «Ein Picasso in der Liebe»            | —     |
| 7     | Ингрид Вернер             | «Ich hab' ein Hobby»                  | —     |
| 8     | «Очаровательные парни»    | «Oh Little Joe»                       | —     |
| 9     | Тони Зандлер              | «Oh, wie schön»                       | —     |
| 10    | Хайди Брюль               | «Wir wollen niemals auseinandergeh’n» | 2-е   |

## Страны, отдавшие баллы Германии
Каждая страна имела жюри в количестве 10 человек, каждый человек мог отдать очко понравившейся песне.
| Отдали Германии… | Отдали Германии…         | Отдали Германии… |
| 4 балла          | 2 балла                  | 1 балл           |
| ---------------- | ------------------------ | ---------------- |
| Франция          | Швейцария Монако Бельгия | Швеция           |

## Страны, получившие баллы от Германии
| 4 балла | Монако                    |
| 1 балл  | Швейцария Франция Бельгия |